# Lenje
Lenje (även bene mukuni, balenje, balenge, benimukuni, ciina mukuna, lenge, lengi) är ett bantufolk i Zambia. De är löst sammansatta och beroende på utgångspunkt varierar de rumsliga och kulturella gränserna.  De lever huvudsakligen i Central Province men även i provinserna Lusaka och Copperbelt och har beräknats vara mellan 240 000–310 000 personer.

## Historia
Det är inte klart när de kom till området där de bor idag men de tros vara bland de första som kom till Zambia från Kamerunregionen. Det har hävdats att de har funnits i området åtminstone sedan 1600-talet.

## Social organisation
Lenjesamhället styrs av en högre hövding och sju underhövdingar. De är ett av bantufolken och räknas till den sydcentrala delen. De är besläktade med de närliggande tonga men har även sagts vara släkt med twa (även batwa, awatwa) i Lukangaträsket.

## Försörjning
Resenärer som besökte lenje i början av 1900-talet skrev att folket främst var bönder men att jakt och fiske också var viktigt. Dagens lenje är i allmänhet självförsörjande bönder som odlar majs under regnperioden och grönsaker under torrperioden. De eldar träkol samt håller några nötkreatur, getter, höns etc. Vissa, särskilt de som lever närmare gränsområdena kring Lukangaträsket, fiskar, eller är involverade i fiskhandel.

## Svenske Rhodesia-Kongo-expeditionen och lenje 1911-1912
Under åren 1911–1912 genomförde Erik von Rosen en expedition genom Afrika som bland annat besökte lenje. Rosen använde termen "balenge" och han var en av de som menar att det finns en koppling mellan lenje och twa (även batwa, awatwa) i Lukangaträsket. Rosen samlade in cirka 100 föremål som idag återfinns på Etnografiska museet, Stockholm. Byn expeditionen besökte utgjordes av cirka 20 bikupsformade hyddor omgivna av odlingsmark där man odlade majs, durra och sötpotatis. Förutom att samla in föremål tog Rosen fotografier och dokumenterade hyddor och andra typer av konstruktioner.